# 思貝禮國際學校

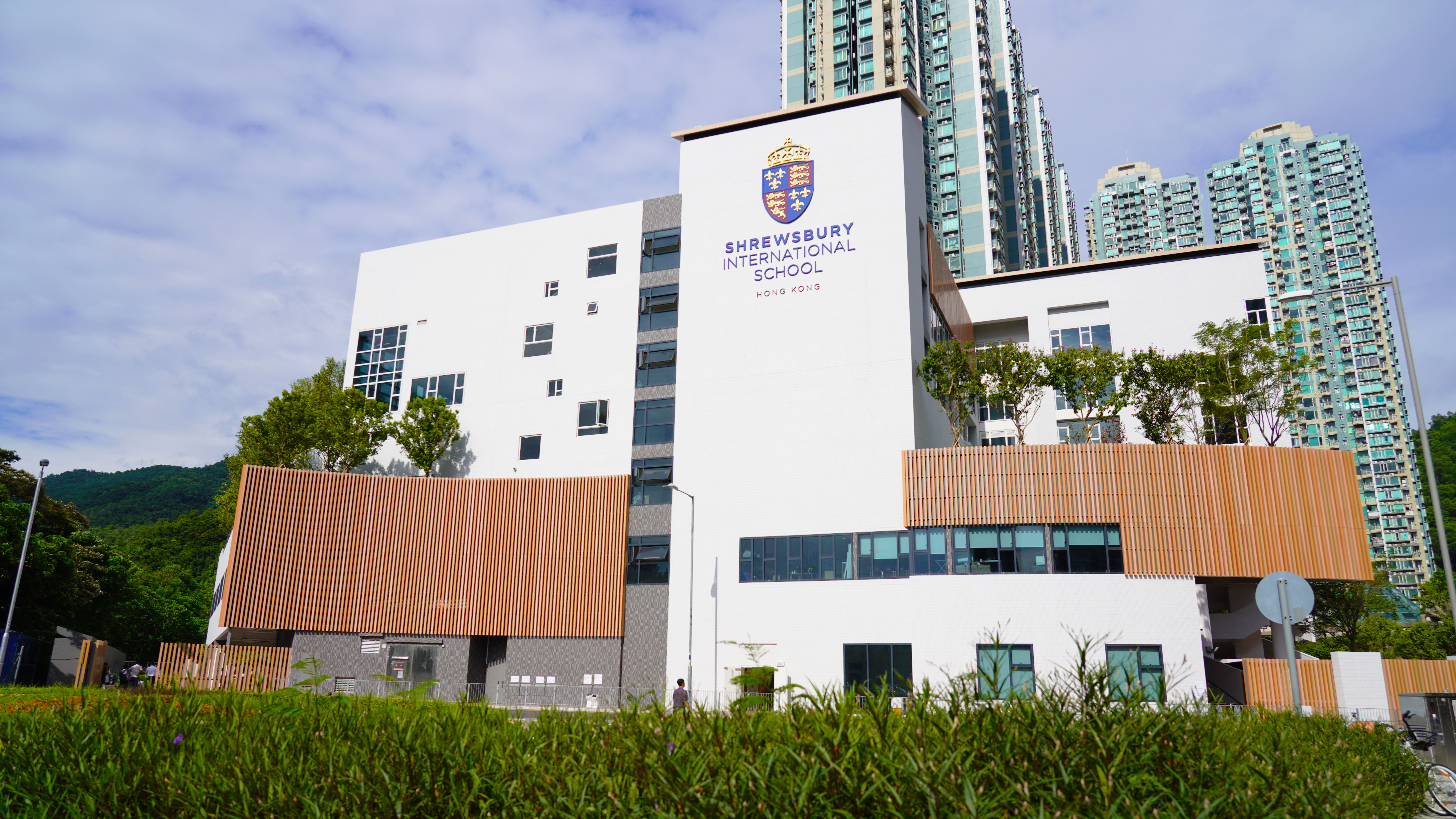
香港思貝禮國際學校

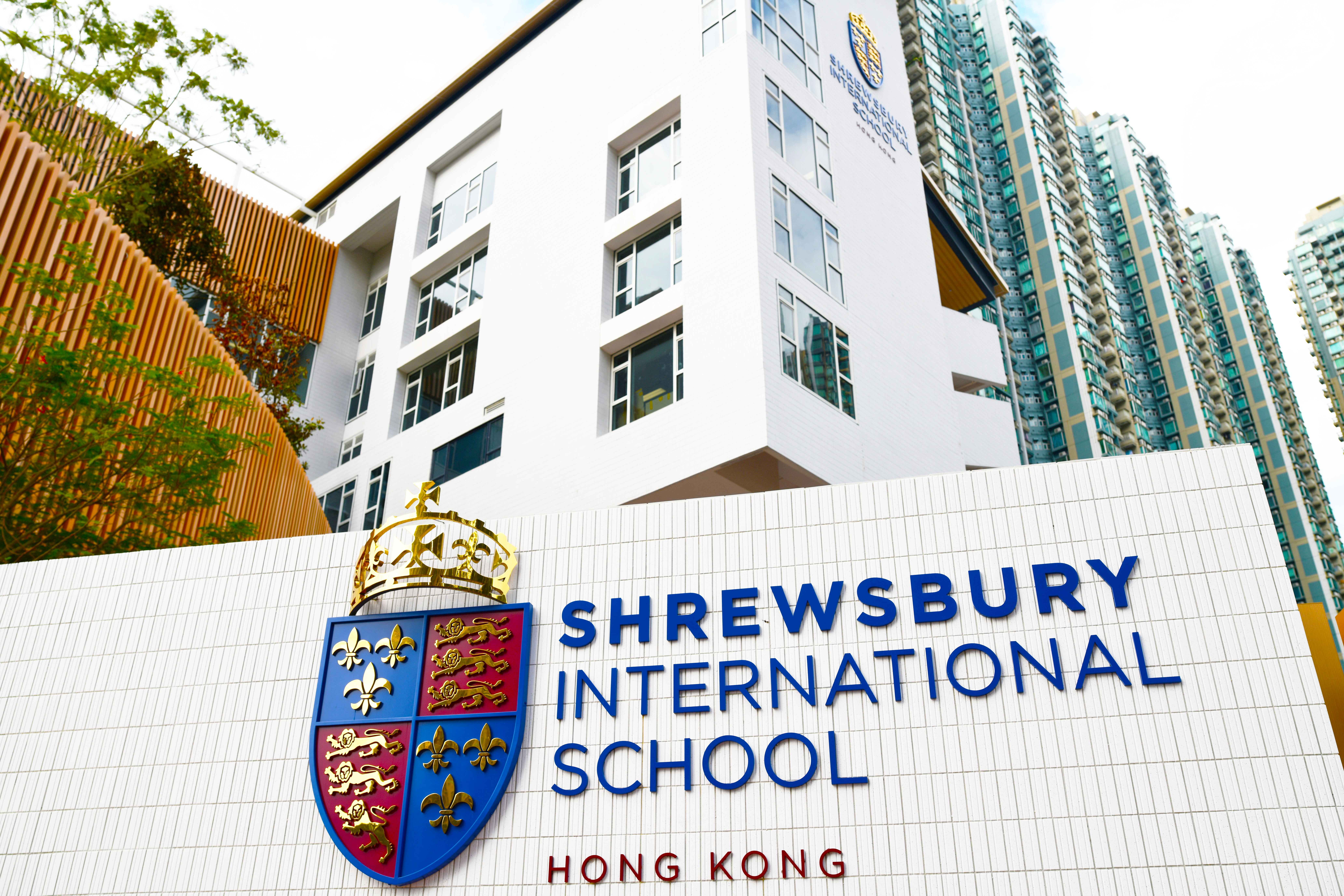
香港思貝禮國際學校將軍澳校區

思貝禮國際學校（英語：Shrewsbury International School Hong Kong）是一所位於香港將軍澳的國際小學及幼兒園（3歲至11歲），已於2018年8月開學。鄰近港鐵康城站。

## 歷史
思貝禮國際學校於2015年獲得教育局分配將軍澳用地興建校舍，以舒緩本港國際學校學位不足的情況。該校以英國國家課綱為課程藍本，Ben Keeling先生為思貝禮國際學校的創始校長。2018年10月22日香港特别行政区行政长官林鄭月娥女士出席并主持了香港思贝礼国际学校开幕仪式。
思貝禮國際學校源於英國思貝禮學校，英國思貝禮於1552年被授予皇家憲章御准建校，查理斯·達爾文為該校最著名的校友之一。香港思貝禮國際學校是思貝禮國際的第二所學校，其首間學校於2003年在泰國曼谷開始辦學。

## 校舍
香港思貝禮的校舍由著名建築師事務所巴馬丹拿設計，設計、環境及配套設施包括了劇場、水上運動中心、圖書館、室內跑道及體育場、足球場、舞蹈室、琴房、體操中心等。其辦學理念是以學生為中心，讓孩子們健康快樂成長，並為以後的人生打下堅實基礎。

## 理念
除設施以外，香港思貝禮分校繼承了英國學校近500年的治學傳統，以英國國家課程為教學綱領，鼓勵學生探索式學習，並通過課內和課外活動跨學科思考，讓孩子們在早期成長階段培養求知慾。至於幼兒班及預備班將參考「兒童啟蒙階段學習綱要」（Early Years Foundation Stage，簡稱EYFS），涵蓋讀寫能力、數學、溝通、體能活動及社交等七大幼兒學習與發展領域，融合各科知識。另外，除提供英語學習環境，中文普通話課程也是該校的重點。香港思貝禮致力於培養精通中文和英文的人才，為學生日後成為優秀的世界公民奠立良好的基礎。

## 外部連結
- 香港思貝禮國際學校 （页面存档备份，存于）
- 香港思貝禮國際學校：優質教育，助港匯聚世界人才 （页面存档备份，存于）